# The Mary Tyler Moore Show
The Mary Tyler Moore Show var en amerikansk situationskomedi, som sändes på CBS från 1970 till 1977. I serien, som var skapad av James L. Brooks och Allan Burns, syntes Mary Tyler Moore som singelkvinnan Mary Richards.

## Rollista i urval
- Mary Tyler Moore – Mary Richards
- Edward Asner – Lou Grant
- Gavin MacLeod –  Murray Slaughter
- Ted Knight – Ted Baxter
- Valerie Harper – Rhoda Morgenstern
- Cloris Leachman – Phyllis Lindstrom
- Georgia Engel – Georgette Franklin Baxter
- Betty White – Sue Ann Nivens